# R/place
r/place là một dự án hợp tác và thực nghiệm xã hội được tổ chức trên trang mạng xã hội Reddit. Ra mắt lần đầu vào ngày Cá tháng Tư năm 2017, Reddit đã tổ chức nó một lần nữa vào 5 năm sau, tức ngày Cá tháng Tư năm 2022 và vào ngày 20 tháng 7 năm 2023, dự án được tổ chức lần thứ 3.
Thực nghiệm năm 2017 xoay quanh một bức vẽ trực tuyến được đặt tại một subreddit có tên r/place, nơi mà người dùng đã đăng ký tài khoản có thể chỉnh sửa nó bằng cách thay đổi màu của một điểm ảnh (pixel) từ bảng 16 màu. Sau khi đặt mỗi điểm ảnh, một bộ đếm thời gian sẽ ngăn người dùng đặt bất kỳ điểm ảnh nào trong một khoảng thời gian từ thay đổi từ 5 đến 20 phút (tùy thuộc vào việc người dùng đã xác minh địa chỉ email của họ hay chưa)
Josh Wardle là người đầu tiên đưa ra ý tưởng về thực nghiệm này. Quản trị viên Reddit đã kết thúc thực nghiệm khoảng 72 giờ sau khi tạo, vào ngày 3 tháng 4 năm 2017. Hơn 1 triệu người dùng đã chỉnh sửa bức vẽ này, đặt tổng cộng khoảng 16 triệu pixel và tại thời điểm thực nghiệm kết thúc, có hơn 90.000 người dùng đang tích cực xem hoặc chỉnh sửa bức canvas ảo này. Thực nghiệm được khen ngợi vì nó đại diện cho văn hóa của các cộng đồng trực tuyến trên Reddit nói riêng và văn hóa Internet nói chung.

## Tổng quan
Thực nghiệm này, trong cả ba dịp, đều được tạo trên một subreddit tên là r/place, nơi mà những người dùng đã đăng kí có thể đặt một điểm ảnh (hoặc 'ô') màu lên một bức vẽ trực tuyến gồm một triệu điểm ảnh (1000x1000), và chờ một khoảng thời gian nhất định trước khi được đặt điểm ảnh khác. Năm 2017, thời gian chờ dao động từ 5 đến 20 phút trong suốt thực nghiệm, và người dùng có thể chọn màu điểm ảnh của họ từ một bảng phối màu gồm 16 màu. Bức vẽ của năm 2022 bắt đầu với cùng kích thước và số lượng màu của năm 2017, nhưng bức vẽ về sau đã được mở rộng thành bốn triệu điểm ảnh (2000x2000) với việc bảng màu tăng từ 16 lên 32 màu. Bức vẽ năm 2023 cũng bắt đầu với cùng kích thước như phiên bản 2022 và 2017 là (1000 x 1000) nhưng bắt đầu với 8 màu. Sau đó, nó được mở rộng thành 2 triệu điểm ảnh (2000 x 1000) cùng với 16 màu, và sau đó nữa được mở rộng thành 6 triệu điểm ảnh (3000 x 2000), với 32 màu.
Quản trị viên Reddit có khả năng đặt bao nhiêu điểm ảnh tùy thích và có thể sử dụng khả năng này để xóa nội dung mang tính xúc phạm và không phù hợp khỏi r/place. Nguyên tắc đã nêu rõ những nội dung này là ảnh khoả thân, ngôn từ kích động thù địch, quấy rối có chủ đích và một số nội dung phản cảm khác. Các quản trị viên đã thể hiện thể hiện sức mạnh này một cách rõ ràng nhất vào năm 2023 khi các tin nhắn thể hiện hành vi không phù hợp đối với CEO của Reddit cũng như một số hình ảnh khiêu dâm đã bị xóa.

## Lịch sử

### 2017
Đặc trưng trong những giờ đầu tiên của thực nghiệm là những điểm ảnh ngẫu nhiên và những nỗ lực tạo hình ảnh hỗn loạn.Trong những phần riêng biệt đầu tiên của bức vẽ nổi bật lên một góc tranh được bao phủ hoàn toàn bởi các điểm ảnh màu xanh (được đặt tên là "Góc xanh") và một bức vẽ về Pokémon.

## Tiếp nhận
Place được khen ngợi vì sự đại diện đầy màu sắc của nó cho cộng đồng trực tuyến Reddit. The A.V. Club gọi đó là "một cách vui vẻ, đầy màu sắc để các Redditor (người dùng Reddit) làm những gì họ giỏi nhất: tranh luận với nhau về những điều họ yêu thích". Gizmodo gắn nhãn nó như một "minh chứng cho khả năng cộng tác của internet". Một số nhà bình luận đã mô tả thực nghiệm này như một đại diện rộng rãi hơn của văn hóa Internet. Newsweek gọi đây là "thực nghiệm tốt nhất của Internet", và một nhà báo tại Ars Technica gợi ý rằng tinh thần hợp tác của Place đại diện cho một hình mẫu để chống lại chủ nghĩa cực đoan trong các cộng đồng internet. Tuy nhiên, thực nghiệm cũng đã vấp phải một số lời chỉ trích vì thiếu sự bảo vệ khỏi việc sử dụng bot và việc đặt điểm ảnh tự động.